# Contea autonoma Yao di Liannan
La contea autonoma Yao di Liannan (连南瑶族自治县S, Liánnán Yáozú ZìzhìxiànP) è una contea della Cina, situata nella provincia del Guangdong e amministrata dalla prefettura di Qingyuan.